# Kinburn
Kinburn (ukrainisch Кінбурн; türkisch Kilburun – übersetzt „feine (schmale) Landzunge“) ist eine von den Osmanen zur Sicherung der Dnepr-Mündung im 16. Jahrhundert errichtete Festungsanlage auf einer Nehrung der Kinburn-Halbinsel im Süden der heutigen Ukraine.
Zusammen mit der Festung Otschakiw am gegenüberliegenden Ufer des Kinburn-Kanals, der Mündung des Dnepr-Bug-Limans ins Schwarze Meer, kontrollierte sie den Schiffsverkehr und den Handel zur Ukraine.

## Geschichte
Die mit weitreichenden Kanonen bewehrte Festung hatte eine etwa 100 Meter lange Steinmauer, die 80 Häuser und eine Moschee umgab. Innerhalb der Festung lebte die stationierte Garnison mit ihren Familien, insgesamt etwa 500 bis 700 Personen. Kinburn war ein Zentrum des Sklavenhandels und wurde in den Jahren 1669, 1688 und 1692 Angriffsziel der Saporoger Kosaken.
Während des Russisch-Österreichischen Türkenkrieges von 1736 bis 1739 wurde die  Festung am 8. Juni 1736 von russischen Truppen und Saporoger Kosaken erobert, jedoch 1739 an die Türken zurückgegeben. Im Verlauf des Russisch-Türkischen Kriegs (1768–1774) wurde Kinburn zwischen 1771 und 1773 belagert, mehrfach gestürmt und im Friede von Küçük Kaynarca 1774 an das Russische Reich abgetreten.

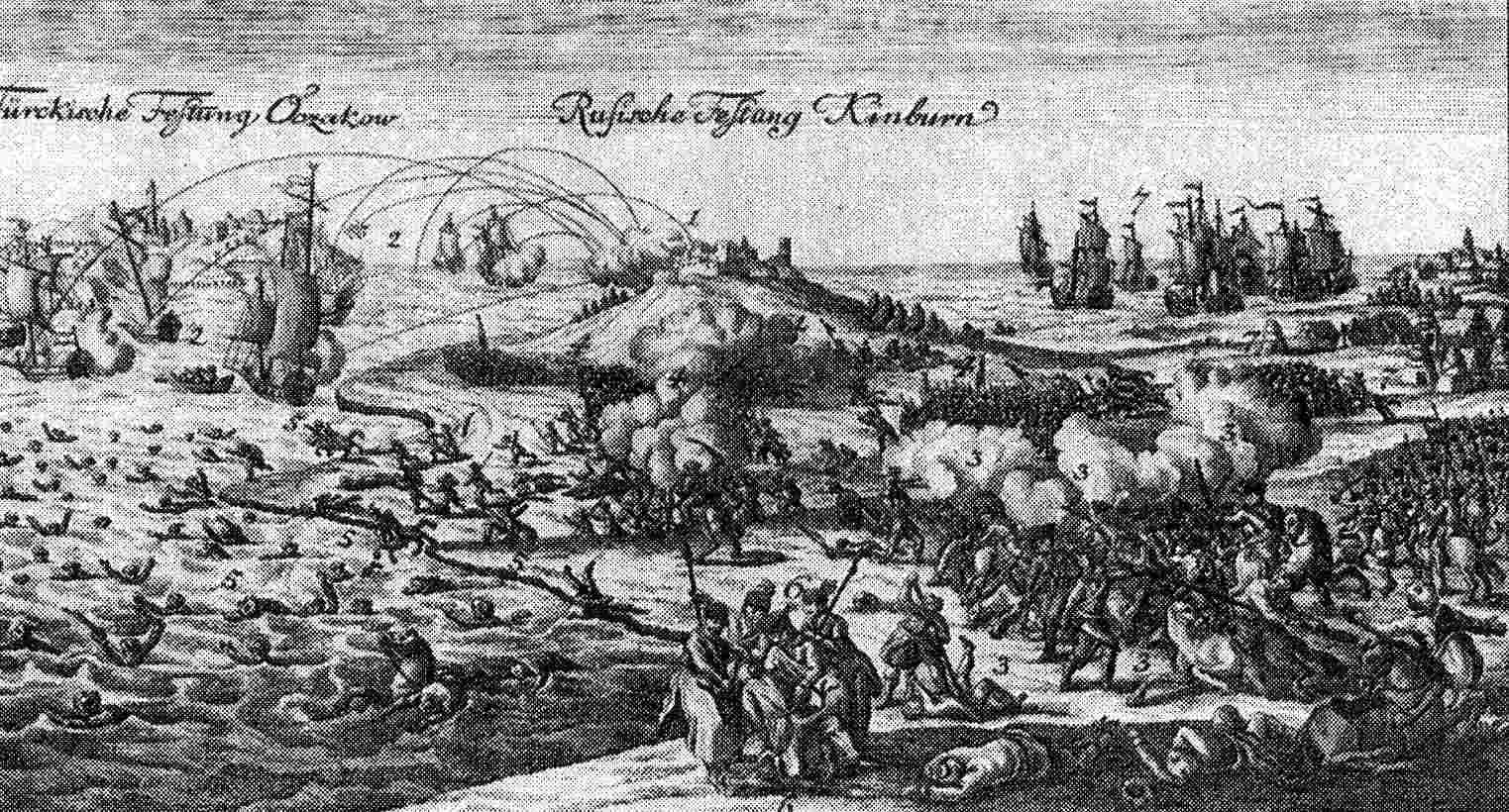
Schlacht bei Kinburn 1787

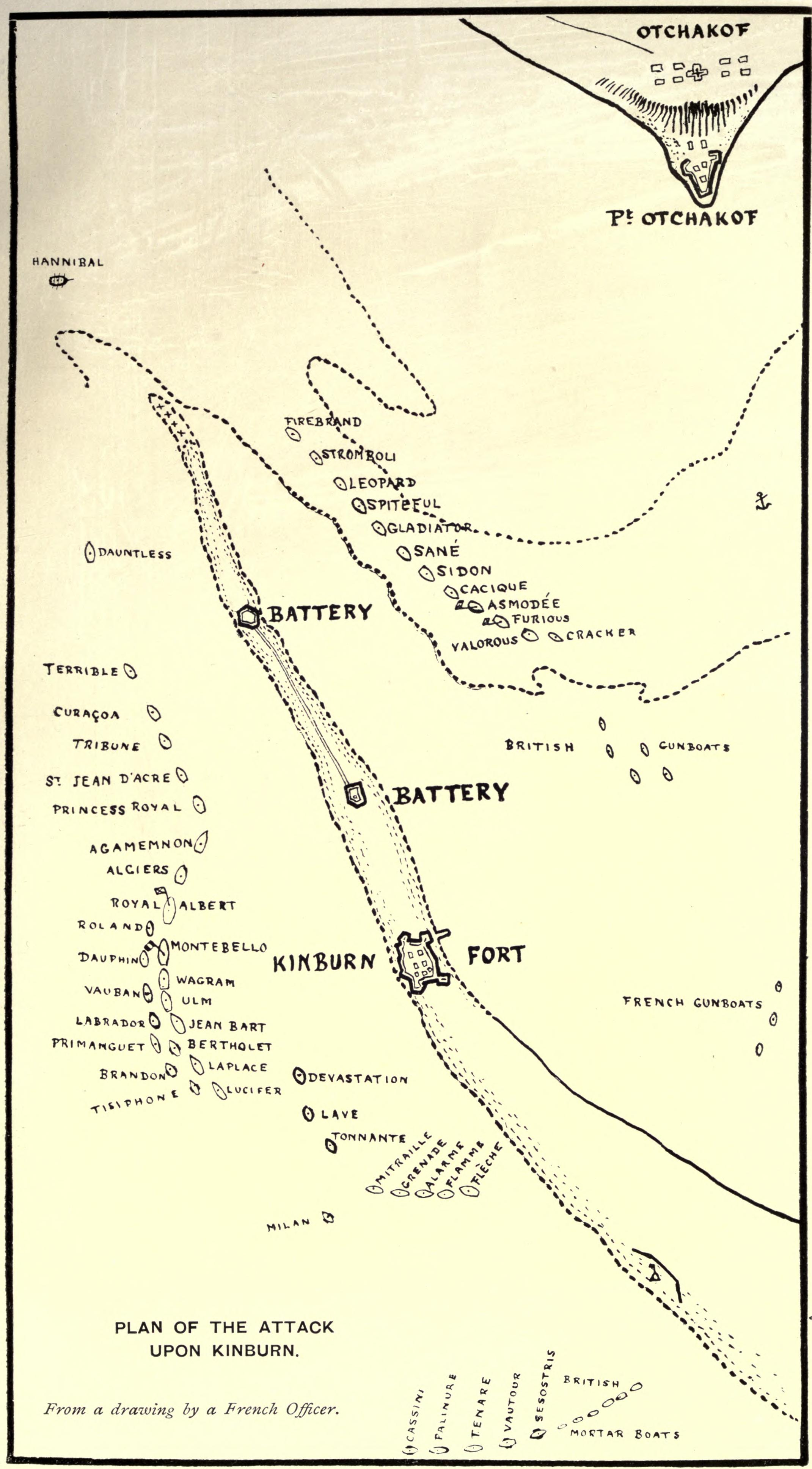
Lage des Forts auf der Kinburn-Nehrung und der Angreifer während der Schlacht 1855

### Schlacht von Kinburn (1787)
Im Russisch-Türkischen Krieg von 1787 bis 1792 war Kinburn im Oktober 1787 das erste Angriffsziel der osmanischen Truppen. Der Angriff erfolgte auf Grund der strategischen Lage der Festung in der Nähe der osmanischen Festung Otschakiw sowie der Marinebasis der russischen Schwarzmeerflotte in Cherson, die im Idealfall ausgeschaltet und so ein russischer Angriff auf Otschakiw verhindert werden könnte. Darüber hinaus wäre die Herrschaft über Kinburn ein entscheidender Schritt für die Wiederherstellung der osmanischen Kontrolle über die Krim gewesen.
Jedoch wurde die Festung Kinburn von der russischen Armee unter Alexander Suworow erfolgreich verteidigt und die am 12. Oktober 1787 gelandeten 5000 Janitscharen besiegt. Als Folge des Krieges wurde 1790 auf Befehl von Grigori Potjomkin die künstliche Insel Perwomajskyj im Dnepr-Bug-Liman errichtet, um, in Ergänzung zur Festung Kinburn, die Einfahrt von Schiffen in die Dneprmündung zu überwachen und mit den dort stationierten Kanonen Angriffe der Osmanen auf die Städte Cherson, Mykolajiw und Otschakiw abzuwehren.

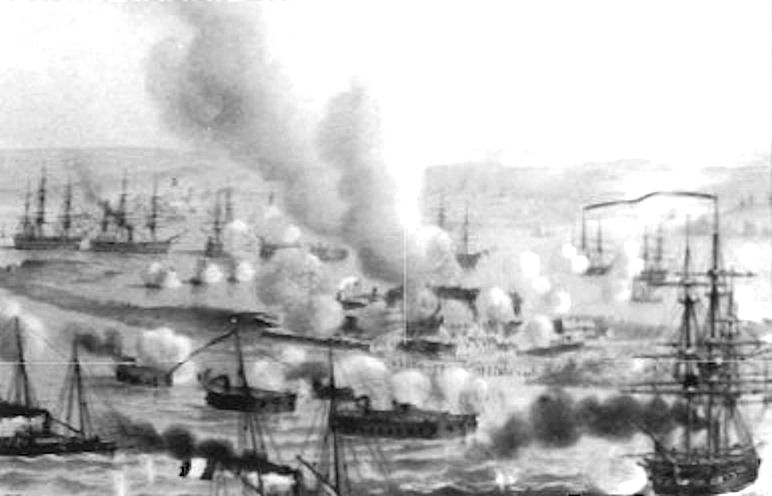
Französische Schwimmende Batterien bei Kinburn 1855

### Schlacht von Kinburn (1855)
Mitte des 19. Jahrhunderts wurde die Festung zu einem quadratischen Fort mit Ecktürmen, einer Batterie und Kreisgrabenanlage ausgebaut, mit 62 Kanonen bestückt und auf 1400 Soldaten aufgestockt.
Während des Krimkrieges fand im Oktober 1855 eine Schlacht um die Festung statt. Am 15. Oktober landeten 4000 Soldaten der Anglo-französischen Truppen auf der Halbinsel und schnitten die Festung zur Landseite hin ab, während die anglo-französische Flotte, unter dem Kommando von Edmund Lyons auf der HMS Agamemnon, die Festung bombardierte. Nach kurzem Widerstand kapitulierte die Besatzung des Forts am 17. Oktober 1855. Nach dem Krieg wurde Kinburn nicht mehr instand gesetzt und schließlich 1857 geschleift.
Derzeit existieren noch Überreste von Erdwällen und Wassergräben.

## Nachweise
1. ↑  Kinburn Garnison unter dem Kommando von A. Suvorov besiegten die Janitscharen im zweiten russisch-türkischen Krieg auf portal-slovo.ru, abgerufen am 28. Juli 2015
2. ↑  Militair-Conversations-Lexikon, Band 4, Seite 284 - Treffen bei Kinburn 1787, abgerufen am 28. Juli 2015
3. ↑  Andrew Lambert: Battleships in Transition. The Creation of the Steam Battlefleet 1815–1860. Conway Maritime Press, London 1984, ISBN 0-85177-315-X
4. ↑  Artikel zu Kinburn in der Enzyklopädie der Geschichte der Ukraine; abgerufen am 28. Juli 2015 (ukrainisch)